# Детско-юношеский туризм
Детско-юношеский туризм — туризм с детско-юношескими группами. Детско-юношеский туризм в России имеет государственную основу в виде системы центров детско-юношеского туризма, станций юных туристов, секций спортивного туризма при Детско-юношеских спортивных школах.

## Детско-юношеский туризм и педагогика
Туристские походы и туристские экскурсии с детьми занимали значительное место в практике многих советских педагогов. А. С. Макаренко организовывал коллективные походы в целях воспитания; новую традицию выдающийся педагог использовал как стимул, подарок коллективу («завтрашней радостью» колонистов) за успехи учебного и трудового года. Важным и необходимым звеном учебно-воспитательного процесса и рассматривался ежегодный летний поход как «перспективная точка впереди».
Поход и подготовка к нему помогали добиваться высокого воспитательного, образовательного и оздоровительного эффекта. Своим опытом работы в коммуне имени Ф. Э. Дзержинского А. С. Макаренко доказал, что в каникулярный период «нет лучше метода развития и образования молодежи как летние походы».
Детский и юношеский туризм — средство гармоничного развития детей (лиц, не достигших возраста 14 лет), девушек и юношей (лиц, не достигших возраста 18 лет), реализуемое в форме отдыха и общественно-полезной деятельности, характерными структурными компонентами которого являются поход, путешествие, экскурсия.
Детский и юношеский туризм является эффективным средством воспитания, обучения, оздоровления, профессиональной ориентации, социальной адаптации учащихся, утверждения здорового образа жизни, эффективной системы непрерывного образования и развития личности детей и юношества.
Развитие детско-юношеского спортивного туризма как вида спорта и отдыха, как важнейшего социально-значимого движения, развитие его в молодёжной и юношеской среде как элемента физического, духовного и патриотического воспитания участники туристского движения считают возможным противовесом антиобщественным явлениям в обществе — наркомании, алкоголизму, детской и молодёжной преступности .
Туристские походы по форме их организации, целям и задачам подразделяются на спортивные, тренировочные и на туристские экспедиции. Спортивные походы имеют цель прохождения маршрута определённой категории сложности, выполнения установленных спортивных нормативов.
Туристские экспедиции организуются с целью туристского освоения новых районов, испытание новых видов снаряжения, разработки новых технических приёмов. В экспедициях могут проводиться краеведческие, медико-биологические, физиологические, геологические и другие исследования по заданию государственной или общественной организации (учреждения).
Туристская экспедиция в зависимости от объёма работы (задания) может состоять из одного или нескольких самостоятельных или разнесенных по времени однодневных или многодневных посещений объекта (полигона, раскопок, карьера, участков маршрута, населенного пункта и т. д.). При организации базового лагеря экспедиции необходимо согласовать расположение этого лагеря с местными властями и владельцами (пользователями) земельного участка (лесничество, с/х предприятие, частное лицо), а использование источников питьевой воды — с местными органам санэпиднадзора.

## Детско-юношеский туризм и государство
Детско-юношеский туризм, часто в государственных документах именуемый просто детский туризм является частью государственной системы поддержки летнего отдыха и занятости детей во время каникул, а также патриотического воспитания подрастающего поколения и допризывной подготовки молодёжи. Сформированное на базе образовательных учреждений туристско-краеведческое движение «Отечество» работает по 19 направлениям : 
1) Родословие. 2) Летопись родного края. 3) Земляки. 4) Исчезнувшие памятники России. 5) Исторический некрополь России. 6) Археология. 7) Природное наследие. 8) Экология. 9) Юные геологи. 10) Культурное наследие. 11) Литературное краеведение. 12) Этнография. 13) Военная история России. 14) Великая Отечественная война. 15) Дети и война. 16) Поиск. 17) История детского движения. 18) К туристскому мастерству. 19) Школьные музеи.

### Детско-юношеский туризм и оздоровление, физическое воспитание
В России сложилась общественно-государственная система управления. Со стороны государства это Росспорт, Министерство образования и другие органы которым непосредственно поручено заниматься с детьми, школьниками, молодёжью и населением в целом. Кроме того в управлении на уровне обеспечивающих подсистем существуют государственные организации типа МЧС, Министерство природы, Агентство по туризму и т. п., а также законодательный блок в составе Совета федерации и Думы РФ. Со стороны общественности головной организацией по развитию СТ является ТССР-Туристско-спортивный союз России (Федерация спортивного туризма), Российский центр ДЮ туризма — это дети, а также организация более широкого профиля — это Всероссийское народное туристическое общество (ВНТО).
Ежегодное постановление Правительства России об организации летнего отдыха рекомендует исполнительным органам субъектам Российской Федерации развивать детский туризм как мощное средство воспитания детей. Юношеский туризм является частью допризывной подготовки юношей, включён в возрождённый комплекс ГТО — «Готов к труду и защите Отечества».
Детям, юношам и девушкам, достигшим высоких результатов и выполнившим нормативы и требования как в индивидуальных соревнованиях, так и в составе команд, присваиваются спортивные звания и разряды. Государственные органы или по его поручению учреждения дополнительного образования, имеющее государственную аккредитацию, или общественное объединение выдают документы о спортивном звании или разряде.

### Детско-юношеский туризм и патриотическое воспитание
Одним из средств патриотического воспитания является туристско-краеведческая деятельность. Воспитательная роль данной деятельности базируется на воспитании патриотического сознания. В решении этой задачи большое значение принадлежит туристско-краеведческой деятельности, так как участие в военно-спортивных мероприятиях, ознакомление с природой края, народным творчеством, традициями своего народа не только развивает физические и эстетические качества людей, но и их духовно-нравственную направленность.
На основе анализа психолого-педагогических источников определена система принципов и методов патриотического воспитания учащихся в туристско-краеведческой деятельности. Принципы патриотического воспитания: народности; высокой мотивированности деятельности и её духовной, познавательной и общественно-полезной направленности; активности; паритетности интересов личности и государства; учёта особенностей развития личности; единства познания, переживания и действия; взаимодополняемости спортивно-туристской, когнитивной и общественно-полезной деятельности), форм (занятия туристско-краеведческих кружков (групп), туристские прогулки, экскурсии (кроме учебных), походы, экспедиции, поисковая работа, слёты и соревнования, трудовые десанты, конкурсы, вечера и конференции, сборы в туристских лагерях). Методы патриотического воспитания: игры, проекты, дискуссии, методы коллективных творческих дел, воспитывающих ситуаций.

### Детско-юношеский туризм и исследовательская деятельность
Исследование возможностей организации новых маршрутов в туристских районах, поиск и включение новых достопримечательностей в нитки разработанных маршрутов, их подробное описание по завершении путешествий составляют исследовательские задачи в детско-юношеском туризме.
Обработка полученных краеведческих наблюдений на маршрутах путешествий и экспедиций завершается подготовкой презентаций результатов исследовательских работ и выступлениями на туристско-краеведческих конференциях, в конкурсах.

## Квалификация организаторов детского и юношеского туризма
Для проведения туристских мероприятий в регионах России общественным туристским движением и учреждениями образования развёрнута государственно-общественная система подготовки, переподготовки и повышения квалификации кадров для детско-юношеского спортивного туризма, а именно:
- инструкторов детско-юношеского туризма;
- инструкторов-методистов туризма;
- судей спортивных туристских соревнований;
- младшие инструкторы туризма (школьники, до 18 лет) и юные судьи (до 16 лет).

## Детско-юношеский туризм и дополнительное образование детей
В России существует сеть учреждений дополнительного образования детей туристско-краеведческого профиля — центры детского и юношеского туризма, краеведения, экскурсий (ЦДЮТКЭ), станции юных туристов (СЮТур), детские туристские базы, детские туристские клубы. При Домах творчества молодёжи, учреждениях образования организуются секции, кружки по спортивному туризму для детей и юношества.
Государственная система детско-юношеского туризма России базируется на федеральных и муниципальных органах управления образованием в структуре которых работает около 500 центров, станций, клубов и баз юных туристов, а также свыше 2000 дворцов и домов детского и юношеского творчества, в которых функционируют отделы и секции туризма. В детских профильных туристских учреждениях трудятся свыше одиннадцати тысяч квалифицированных педагогов.
Занятий туризмом и краеведением с детьми (туристско-краеведческая деятельность) сформировали в дополнительном (внешкольном) образовании детей отдельное направление, являющееся комплексным средством развития подрастающего поколения.
Походы с детьми совершают родители, а также педагоги, учителя в рамках внеклассной работы.
Для поддержки юношеского туризма разработаны нормативы юношеских разрядов по спортивному туризму, нормативы значка «Юный турист России», присваивается звание «Инструктор детско-юношеского туризма».
В 220 центрах и станциях юных туристов оборудованы туристские полигоны и скальные тренажеры (скалодромы), постоянно используются около 400 оборудованных учебных туристско-экскурсионных троп.
Ежегодно в Российской Федерации организуется свыше 3400 профильных лагерей в которых получают туристские навыки и оздоравливаются свыше 350 тысяч детей.
По данным государственной статистики, туристско-краеведческую образовательную деятельность в России осуществляют около 400 центров, станций юных туристов, туристских баз, а также многочисленные отделы туризма и краеведения домов творчества детей и юношества. В 28 тысячах туристско-краеведческих объединениях и учреждениях дополнительного образования регулярно занимаются 425 тысяч детей. В походах, ежегодно организуемых этими учреждениями, участвуют более 1,6 миллиона детей, а в экскурсиях — 3,3 миллиона человек.
Начиная с 90-го многие прежние структуры управления спортивным и детско-юношеским туризмом, в основном, прекратили существование. Госбюджет, бюджеты профсоюзов и спортивных организаций значительно уменьшились, а кое-где и совсем не предусматривают выделение финансовой помощи спортивному детско-юношескому туризму.

## Детские и юношеские туристские общественные объединения (туристские клубы)
На основе членства и участия в общей деятельности образуются туристские детско-юношеские общественные объединения.
При наличии в руководящем органе не менее 3-х человек, достигших возраста 18 лет достаточно в России для регистрации юридического лица детским и юношеским туристско-общественными объединением.
Детские и юношеские туристские общественные объединения для регулирования и координации деятельности по своему направлению образуют в России комиссии по детского-юношескому туризму при федерациях спортивного туризма, ассоциации детско-юношеского туризма, проводят конференции и съезды участников туристско-краеведческой деятельности и объединений.

## Развитие системы детско-юношеского туризма
Элементы системы детско-юношеского туризма:
- детский спортивно-оздоровительный туризм (слёты и соревнования, походы и экспедиции, подготовка общественного актива для клубной работы и проведения лагерей)
- музейная педагогика,
- краеведческая работа, в том числе природоохранная, экологическая
- экскурсионная работа,
- лагерное дело (туристские палаточные лагеря, каникулярные познавательные и оздоровительные программы).

Сочетание этих элементов на местах, в учреждениях, в общественных организациях даёт своё неповторимое качество и содержание туристской работы с обучающимися.
До распада СССР было проведено семь Всесоюзных соревнований юных туристов:
1973 г. — Карпаты (г. Сколе Львовской области)
1976 г. — Белоруссия, Полоцкий р-н Витебской области
1979 г. — Башкирия, г. Белорецк
1982 г. — Азербайджан, Кубинский район
1985 г. — Карпаты (г. Сколе Львовской области)
1988 г. — Таджикистан
1991 г. — Приморский край, п/л «Океан»
С 1991—1994 года в связи с макроэкономической ситуацией и распадом страны СССР произошло сворачивание системы детско-юношеского туризма. Значительное количество местных и региональных центров, станций юных туристов было закрыто или объединено с центрами других профилей, объёмные показатели деятельности системы резко упали. Однако потребность в содержательном и активном отдыхе, в воспитании и социализации детей, несмотря на значительное падение рождаемости детей в 1994—2012 году, как объективные потребности общества позволили доказывать свою жизнеспособность элементов системы детско-юношеского туризма, иногда обращая на себя внимание государственных руководителей (президент, премьер-министр, министры).